# AC Viktoria Vienne
L'AC Viktoria Vienne est un club autrichien de football basé à Vienne. Le club fusionne avec le Vienna Cricket and Football-Club alors qu'il commence le Championnat d'Autriche de football 1911-1912.

## Palmarès
- Challenge Cup
  - Finaliste : 1899

## Anciens joueurs
- Johann Pollatschek
- Arthur Preiss
- Franz Scheu
- Maximilian Wancura